# 다오피스
다오피스(DaOffce)는 대한민국의 휴먼 토크 주식회사가 개발한 문서 통합뷰어 및 pdf 변환, 전자문서용 프로그램이다.